# Aloumot
Aloumot (אלומות) est un kibboutz créé en 1947 en Galilée sur la route de Poriya, par des jeunes de mouvements de jeunesse. En 1968, il est momentanément abandonné à cause de problèmes financiers. En 1969, il est de nouveau reconstitué par un groupe d'immigrants originaires d'Argentine, suivi par de jeunes natifs du pays, issus de mouvements de jeunesse.

## Nature du kibboutz
Kibboutz laïc.

## Population
50 familles.
Moyenne d'âge : 30 ans.

## Activités
- Étable
- Poulailler
- Plage privée
- Auberge de jeunesse
- Chambres d'hôtes
- Station service

## Services
- Pub
- Discothèque
- Infirmerie
- Bibliothèque
- Piscine
- Terrains de basket, football et tennis
- Services postaux

## Sources
- Erez Gross "Le kibboutz Aloumot". Ed. nationales. 2005.
- Nir Keren "Le kibboutz Aloumot". Ed. Gal.